# 米那斯魔窟
米那斯魔窟（辛達林：Minas Morgul「黑巫術之塔」），舊稱為米那斯伊希爾（辛達林：Minas Ithil「月升之塔」或直譯「月之塔」）是托爾金的奇幻小說中位于中土大陸的一個虛構城市，全稱為魔窟谷的米那斯伊希爾（Minas Ithil in the Morgul Vale），因为米那斯魔窟處於一個叫魔窟谷的深谷內。

## 歷史

### 第二紀元
努曼諾爾陸沉後，伊蘭迪爾之子埃西鐸及安那瑞安佔有剛鐸地區。埃西鐸在接近魔多邊界的伊西力安一個山谷的南端建造米那斯伊希爾（Minas Ithil，升月之塔），同時，安那瑞安在安都因河西岸建造米那斯雅諾（Minas Anor，落日之塔）。埃西鐸及安那瑞安在奧斯吉力亞斯（Osgiliath）一起登位。埃西鐸在米那斯伊希爾的家外種植聖白樹寧羅斯的樹苗。其中一顆真知晶石也被保存在堡壘內。米那斯伊希爾的白色城牆、建築物及塔樓都設計成可反射月光，使之可泛起柔和的銀光。
努曼諾爾滅亡後，索倫來到中土，並攻擊努曼諾爾的殘餘勢力。第二紀元3429年，索倫的軍隊攻陷米那斯伊希爾，聖白樹被焚，埃西鐸及其家人帶同聖白樹的幼苗逃到安都因河，尋找他的父親伊蘭迪爾。其後，埃西鐸、安那瑞安及伊蘭迪爾反攻魔多，重奪米那斯伊希爾，埃西鐸之子亞瑞坦（Aratan）及齊爾揚（Ciryon）負責守衛米那斯伊希爾，以截阻索倫向西逃遁。
第二紀元3441年，精靈及人類最後同盟擊敗索倫，米那斯伊希爾重新成為要塞城市，並繁榮了許多年。米那斯伊希爾由安那瑞安之子梅蘭迪爾統治。安那瑞安已戰死，埃西鐸根據安那瑞安的記憶栽種聖白樹於米那斯雅諾。

### 第三紀元
第三紀元1636年，大瘟疫（Great Plague）嚴重打擊米那斯伊希爾。米那斯伊希爾的居民及守軍銳減。無可避免地，魔多的監視變鬆懈。第三紀元約1980年，精靈、登丹人（Dunedain）及剛鐸人類聯軍在爾諾（Earnur）的領導下擊敗了中土大陸北方的安格馬巫王（Witch-king of Angmar），戒靈重返魔多。
為了索倫的回歸，戒靈在第三紀元約2000年對米那斯伊希爾發動圍攻，兩年後攻克米那斯伊希爾。墮落生物佔領米那斯伊希爾，外牆鑲上了具威嚇性的防禦工事，真知晶球亦落入魔多，保存在巴拉多。米那斯伊希爾變得危險邪惡，始被稱為米那斯魔窟，辛達林語即指「黑巫術之塔」。米那斯魔窟所在的山谷亦稱為魔窟谷。米那斯雅諾亦更名為米那斯提力斯（Minas Tirith，守衛之塔），以示會永遠防範巫王的威脅。
第三紀元2043年，爾諾登基成為剛鐸國王。在早前的佛諾斯特戰役（Battle of Fornost），戒靈之首挑戰爾諾，以解決僵持局面。第三紀元2050年，爾諾接受第二次挑戰，帶領一隊騎士開赴米那斯魔窟，從此再也沒有回來。爾諾沒有後裔，也沒有被確定死亡。剛鐸攝政王（Stewards of Gondor）代替國王執政，第一個攝政王是爾諾的宰相馬迪爾·佛龍威（Mardil Voronwë），直至埃西鐸的後裔回歸。米那斯魔窟的恐怖及戰爭攻擊剛鐸，伊西力安因此廢棄。

### 戒靈之城

米那斯魔窟骷髏和月亮造型的紋章。

在戒靈的影響下，米那斯伊希爾原來的美麗被恐怖腐敗所取替。米那斯魔窟的大門被形容為深邃的大口。米那斯魔窟的頂部緩慢旋轉，在轉動時可看到不同的前端。米那斯魔窟的白色城牆再也不能反射月光，而是蒼白恐怖的光芒。托爾金形容為「像是鬼火，如同帶著腐敗氣息的濃霧一般，完全無法照亮四周的任何景物」。昔日的米那斯伊希爾繁華如米那斯提力斯，米那斯魔窟則靜止沉重。外牆及塔樓有許多的窗戶，但也沒有光線透出，只有無盡的恐怖。魔窟谷充斥著黑魔法，如果人類太接近米那斯魔窟，會使人陷入迷惘。一道白色的橋樑橫越魔窟谷，通往米那斯魔窟北面的大門。在橋尾有一些扭曲人類及生物的可怕雕像。魔窟谷到處都是被焚燬的花，散發著腐敗的氣息。
佛羅多·巴金斯、山姆·詹吉及咕嚕（Gollum）行經米那斯魔窟，取道前往西力斯昂哥。魔戒的力量幾乎使佛羅多走進米那斯魔窟的大門。他們攀登西力斯昂哥的階梯，他們看到巴拉多發射的紅光，標誌著開始攻擊米那斯提力斯，隨後，一道類似的藍光也從米那斯魔窟射出，安格馬巫王領軍進攻剛鐸。

### 魔戒聖戰及第四紀元
魔戒聖戰（War of the Ring）時期，巫王依然操縱米那斯魔窟，是主要的要塞及作為索倫軍隊的前哨。攻陷奧斯吉力亞斯及圍攻米那斯提力斯半獸人及食人妖主要都來自於米那斯魔窟。
當西方軍隊前往黑門之際，亦路經米那斯魔窟，他們破壞了橋樑，由於米那斯魔窟的守軍在帕蘭諾平原戰役被殲滅，亞拉岡（Aragorn）的軍隊並沒有遇到攻擊。多爾安羅斯親王印拉希爾（Imrahil）建議穿越米那斯魔窟攻擊魔多，但其他人卻懼怕山谷的邪惡力量會使人瘋狂。甘道夫認為佛羅多也可能經米那斯魔窟前往末日火山，如果穿越米那斯魔窟就起不到轉移索倫視綫的目的。
魔戒聖戰結束後，亞拉岡加冕為伊力薩王，法拉墨成為伊西力安親王，法拉墨的居所位於米那斯魔窟東南的艾明亞南，與妻子伊歐玟（Éowyn）一起管治伊西力安。在加冕禮內，伊力薩王宣佈米那斯伊希爾已不堪破壞，需要七年時間整頓，其後也沒有人居住在那裡。人口分佈主要在艾明亞南附近，不知道奧斯吉力亞斯及米那斯伊希爾有沒有重建。

## 改編描述
在魔戒電影第一部《魔戒首部曲：魔戒現身》裡的一個短暫鏡頭，可見到九名戒靈自米那斯魔窟大門離開，前往夏爾去奪取至尊魔戒；而在《魔戒三部曲：王者再臨》裡米那斯魔窟才正式出現。電影概念設計師約翰·豪威設想：原先的米那斯伊希爾建築風格可能接近於米那斯提力斯的樣子，但當被黑暗勢力佔據後就染污了原先的白色外牆，還在建築上加裝了不少尖刺。而大門前的可怕生物雕像則被描繪為類似炎魔的樣子。
中土世界:戰爭之影的遊戲劇情則是以埃阿尼爾二世統治期間戒靈攻打此城的戰役為基礎展開。但是幾乎並未提及埃阿尼爾二世等相關人物。